# Clementine (ソフトウェア)
Clementine (クレメンタイン) は、FOSSのオーディオプレーヤーである。

## 概要
ClementineはAmarok 1.4からフォークしたオーディオプレーヤーで、フレームワークとしてQt 4とGStreamerを採用している。

## 特徴
Clementineは以下のような特徴がある。
- インターネットラジオの聴取
- スマートプレイリストやダイナミックプレイリストの作成
- MP3・Vorbis・Speex・FLAC・AACへのエンコード
- カバーアートをLast.fm・Amazonからダウンロード
- Androidデバイス・Wiiリモコン・MPRIS・CLIを使ったリモートコントロール
- デジタルオーディオプレーヤーへの転送：iPod・iPhone・MTP・USBマスストレージプレーヤー